# Bignonija
Bignonija (lat. Bignonia), rod vazdazelenih grmastih penjačica iz porodice katalpovki (Bignoniaceae). Postoji oko 30 vrsta raprostranjenih od juga Sjedinjenih država preko Srednje do tropa Južne Amerike

## Vrste
1. Bignonia aequinoctialis L.
2. Bignonia binata Thunb.
3. Bignonia bracteomana (K.Schum. ex Sprague) L.G.Lohmann
4. Bignonia callistegioides Cham.
5. Bignonia campanulata Cham.
6. Bignonia capreolata L.
7. Bignonia cararensis Zuntini
8. Bignonia convolvuloides (Bureau & K.Schum.) L.G.Lohmann
9. Bignonia corymbosa Vent.
10. Bignonia costata (Bureau & K.Schum.) L.G.Lohmann
11. Bignonia cuneata (Dugand) L.G.Lohmann
12. Bignonia decora (S.Moore) L.G.Lohmann
13. Bignonia diversifolia Kunth
14. Bignonia hyacinthina (Standl.) L.G.Lohmann
15. Bignonia lilacina (A.H.Gentry) L.G.Lohmann
16. Bignonia longiflora Cav.
17. Bignonia magnifica W.Bull
18. Bignonia microcalyx G.Mey.
19. Bignonia neoheterophylla L.G.Lohmann
20. Bignonia neouliginosa L.G.Lohmann
21. Bignonia nocturna (Barb.Rodr.) L.G.Lohmann
22. Bignonia noterophila Mart. ex DC.
23. Bignonia phellosperma (Hemsl.) L.G.Lohmann
24. Bignonia potosina (K.Schum. & Loes.) L.G.Lohmann
25. Bignonia prieurii DC.
26. Bignonia pterocalyx (Sprague ex Urb.) L.G.Lohmann
27. Bignonia ramentacea (Mart. ex DC.) L.G.Lohmann
28. Bignonia sanctae-crucis Zuntini
29. Bignonia sciuripabulum (Hovel.) L.G.Lohmann
30. Bignonia sordida (Bureau & K.Schum.) L.G.Lohmann
31. Bignonia uleana (Kraenzl.) L.G.Lohmann